# Den polsk-russiske krig (1605–1618)
Den polsk-russiske krig var en serie felttog i perioden 1605 til 1618 under det som i russisk historie kaldes Forvirringens tid.
Aktørerne i krigen vekslede. Polen-Litauen var ikke formelt i krig med Rusland før i 1609, men inden den tid havde flere polske og litauiske feltherrer organiseret sine egne felttog ind i de russiske områder. Sverige deltog også i krigen, i felttoget kendt som den ingermanlandske krig. Rusland var på denne tid også præget af borgerkrig, og de russiske fraktioner kæmpede både indbyrdes og i skiftende alliancer og krige med og mod nabolandene.
De indledende faser af krigen førte med sig polsk-litauisk fremgang, og i 1610 erobrede polakkerne Moskva. Kong Sigismund III udnævnte først sønnen Władysław til zar, men da han senere forsøgte at gøre sig selv til russisk hersker, brød alliancen med de russiske bojarere sammen. Polakkerne blev da drevet ud af Moskva af en frivillig hær ledet af Kuzma Minin og Dmitrij Pozjarskij, og den vigtige fæstningsby Smolensk faldt i russernes hænder. I perioden 1612 til 1617 kunne ingen af siderne sætte nogen større offensiver i gang, men efter Sigismunds mislykkede offensiv i 1617-18 blev en våbenhvile underskrevet i Deulino i 1618. Aftalen gav Polen-Litauen visse territoriale udvidelser men opretholdt Ruslands uafhængighed. Aftalen varede i 15 år, og ved våbenhvilens udløb udbrød der en ny krig mellem landene.